# 비베르 아 비다
《비베르 아 비다》(포르투갈어: Viver a Vida)는 2009년 방영된 브라질의 텔레노벨라이다.